# レッジョ・エミリア県

レッジョ・エミリア県
Provincia di Reggio Emilia

レッジョ・エミリア県（レッジョ・エミリアけん、Provincia di Reggio Emilia）は、イタリア共和国エミリア＝ロマーニャ州に属する県のひとつ。県都はレッジョ・エミリア（レッジョ・ネッレミリア）。

## 名称
県都レッジョ・エミリアの正式名称は「レッジョ・ネッレミリア」（Reggio nell'Emilia）であり、県名についても県の憲章などの公式な場面では「レッジョ・ネッレミリア県」（Provincia di Reggio nell'Emilia）が使用される。しかし、公式サイトをはじめ一般には、「レッジョ・エミリア」が使われる。カタカナ表記では他に、レッジョ・ネレミリア県とするものも多い。

## 地理

### 位置・広がり
東西に長いエミリア＝ロマーニャ州の西部に位置する。同州西部に並ぶ他の県とともに、東北―西南に細長い県域を持つ。県都レッジョ・エミリアは、県域の中央やや北寄りに位置しており、モデナから西北西へ24km、パルマから東南東へ27km、マントヴァから西南西へ53km、州都ボローニャから西北西へ61km、首都ローマから北北西へ347kmの距離にある。
隣接する県は以下の通り。
- 北 - マントヴァ県 （ロンバルディア州）
- 東 - モデナ県
- 南 - ルッカ県（トスカーナ州）
- 南西 - マッサ＝カッラーラ県（トスカーナ州）
- 西 - パルマ県

### 県内の地域と主要な都市

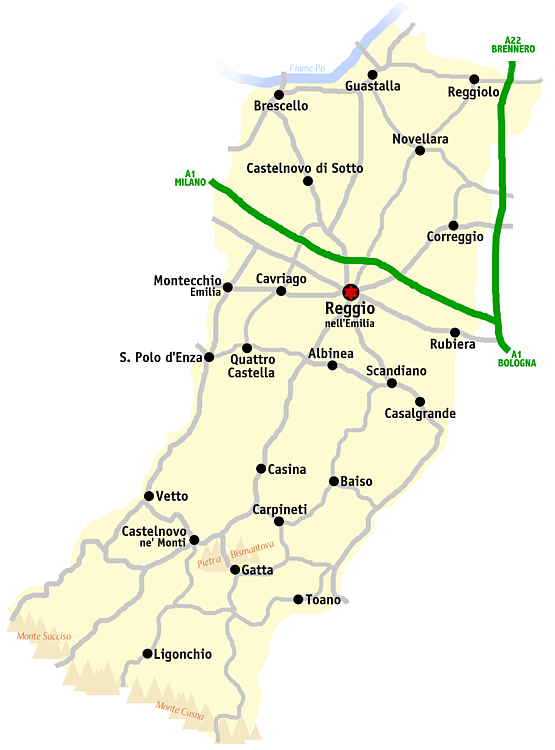
レッジョ・エミリア県

2001年の国勢調査に基づく居住地区（Località abitata）別人口統計によれば、人口8000人以上の都市・集落は以下の通り。
- レッジョ・エミリア - 120,282人
- コッレッジョ - 13,480人
- グアスタッラ - 11,087人
- スカンディアーノ - 10,672人
- ルビエーラ - 9,635人
- ノヴェッラーラ - 9,198人
- カヴリアーゴ - 8,258人

- レッジョ・エミリア
- コッレッジョ
- グアスタッラ

## 行政区画

### コムーネ
レッジョ・エミリア県には42のコムーネが属する。主要なコムーネ（人口上位10位）は下表の通り。左端の数字はISTATコードを示す。人口は2023年1月1日現在。
右の地図中の番号は、コムーネのISTATコード下3桁を示す。下表に掲げた主要なコムーネのうち、地図中に名称を記さなかったものについては、番号を太字で示した。
| コード | 自治体名                   | 人口    |
| ------ | -------------------------- | ------- |
| 035033 | レッジョ・エミリア         | 170,451 |
| 035040 | スカンディアーノ           | 25,729  |
| 035020 | コッレッジョ               | 25,118  |
| 035012 | カザルグランデ             | 18,980  |
| 035014 | カステッララーノ           | 15,278  |
| 035036 | ルビエーラ                 | 14,731  |
| 035024 | グアスタッラ               | 14,635  |
| 035028 | ノヴェッラーラ             | 13,274  |
| 035030 | クアットロ・カステッラ     | 13,123  |
| 035039 | サンティラーリオ・デンツァ | 11,300  |

21世紀に入って以降、以下のコムーネ統廃合 (it:Fusione di comuni italiani) が行われている。
2016年発足
- ヴェンタッソ（ブザーナ、コッラーニャ、リゴンキオ、ラミゼートが合併）

## 人物

### 著名な出身者
- アントニオ・フォンタネージ - 画家・美術教育者。お雇い外国人として訪日。レッジョ・エミリア生まれ。
- ロマーノ・プローディ - 経済学者、政治家。スカンディアーノ生まれ。
- カルロ・アンチェロッティ - サッカー選手・指導者。レッジョーロ生まれ。
- ステファノ・バルディーニ - マラソン選手。カステルノーヴォ・ディ・ソット生まれ。